# Gerard Fernández
Gerard Fernández Castellano, noto anche con lo pseudonimo di Peque Fernández (L'Hospitalet de Llobregat, 4 ottobre 2002), è un calciatore spagnolo, attaccante del Siviglia.

## Carriera

### Club
Fernández è cresciuto nei settori giovanili di Cornellà e Barcellona. Ha debuttato in prima squadra il 9 dicembre 2018, entrando in campo nei minuti finali dell'incontro di Segunda División B vinto per 2-0 contro il Villarreal B.
Il 5 settembre 2019 ha firmato un contratto triennale con il Barcellona, che lo ha aggregato alla formazione Under-19. Agli inizi del 2020 è stato promosso nella squadra B, con cui ha debuttato il 9 febbraio nell'incontro perso per 3-2 contro il Villarreal B, dove peraltro ha trovato la sua prima rete in carriera.
Rimasto svincolato al termine della stagione 2021-2022, il 7 luglio ha firmato un contratto biennale con il Racing Santander, appena promosso in Segunda División.
L'11 luglio passa ufficialmente al Siviglia per 4 milioni di euro, firmando un contratto quadriennale valido fino al 30 giugno 2028.

### Nazionale
Ha giocato nella nazionale spagnola Under-18.

## Statistiche

### Presenze e reti nei club
Statistiche aggiornate all'11 luglio 2024.
| Stagione                | Squadra                 | Campionato              | Campionato | Campionato | Coppe nazionali | Coppe nazionali | Coppe nazionali | Coppe continentali | Coppe continentali | Coppe continentali | Altre coppe | Altre coppe | Altre coppe | Totale | Totale | Totale |
| Stagione                | Squadra                 | Comp                    | Pres       | Reti       | Comp            | Pres            | Reti            | Comp               | Pres               | Reti               | Comp        | Pres        | Reti        | Pres   | Reti   |        |
| ----------------------- | ----------------------- | ----------------------- | ---------- | ---------- | --------------- | --------------- | --------------- | ------------------ | ------------------ | ------------------ | ----------- | ----------- | ----------- | ------ | ------ | ------ |
| 2018-2019               | Cornellà                | SDB                     | 1          | 0          | CR              | 0               | 0               |                    | -                  | -                  |             | -           | -           | 1      | 0      |        |
| ago. 2019               | Cornellà                | SDB                     | 1          | 0          | CR              | 0               | 0               |                    | -                  | -                  |             | -           | -           | 1      | 0      |        |
| Totale Cornellà         | Totale Cornellà         | Totale Cornellà         | 2          | 0          |                 | 0               | 0               |                    | -                  | -                  |             | -           | -           | 2      | 0      |        |
| 2019-2020               | Barcellona B            | SDB                     | 6          | 1          |                 | -               | -               |                    | -                  | -                  |             | -           | -           | 6      | 1      |        |
| 2020-2021               | Barcellona B            | SDB                     | 20         | 3          |                 | -               | -               |                    | -                  | -                  |             | -           | -           | 20     | 3      |        |
| 2021-2022               | Barcellona B            | PDR                     | 19         | 3          |                 | -               | -               |                    | -                  | -                  |             | -           | -           | 19     | 3      |        |
| Totale Barcellona B     | Totale Barcellona B     | Totale Barcellona B     | 45         | 7          |                 | -               | -               |                    | -                  | -                  |             | -           | -           | 45     | 7      |        |
| 2022-2023               | Racing Santander        | SD                      | 23         | 1          | CR              | 1               | 0               |                    | -                  | -                  |             | -           | -           | 24     | 1      |        |
| 2023-2024               | Racing Santander        | SD                      | 40         | 18         | CR              | 1               | 1               |                    | -                  | -                  |             | -           | -           | 41     | 19     |        |
| Totale Racing Santander | Totale Racing Santander | Totale Racing Santander | 63         | 19         |                 | 2               | 1               |                    | -                  | -                  |             | -           | -           | 65     | 20     |        |
| 2024-2025               | Siviglia                | PD                      | 0          | 0          | CR              | 0               | 0               |                    | -                  | -                  |             | -           | -           | 0      | 0      |        |
| Totale carriera         | Totale carriera         | Totale carriera         | 110        | 26         |                 | 2               | 1               |                    | -                  | -                  |             | -           | -           | 112    | 27     |        |